# Пахоменко Марія Леонідівна
Пахо́менко Марі́я Леоні́дівна (рос. Пахоменко Мария Леонидовна; нар. 25 березня 1937 — пом. 8 березня 2013) — радянська і російська естрадна співачка, солістка Союзу концертних діячів міста Санкт-Петербурга. Заслужена артистка РРФСР (1976). Народна артистка Росії (1998).

## Біографія
Марія Пахоменко народилася 25 березня 1937 року у селі Лютня Краснопільського району Білоруської РСР (нині Могильовської області Білорусі).
Навчалася у радіотехнікумі, де організувала квартет, який став професійним під керівництвом В. Акульшина. Працювала на заводі «Червоний Трикутник», виступала з ансамблем Палацу культури ім. Ленсовета.
Закінчила музичне училище ім. М. П. Мусоргського (м. Санкт-Петербург).
З 1964 року — солістка Ленінградського Музичного естрадного ансамблю під керівництвом А. Бадхена і А. Колкера при Ленконцерті. Сценічний успіх М. Пахоменко багато в чому пов'язаний з піснями її чоловіка — композитора Олександра Колкера.
Перший успіх прийшов у 1964 році — з виконанням на радіо пісні «Качает, качает» (О. Колкер — Л Куклін), написаної до вистави Театру ім. Коміссаржевської «Иду на грозу» (режисер — М Сулімов.).
Пісні у виконанні Марії Пахоменко звучали у програмах багатьох радіостанцій і на телебаченні. Багато років гастролювала по СРСР і за кордоном. Знялася в декількох музичних фільмах.
У 1980-х роках працювала ведучою на ленінградському ТБ в циклі програм «Запрошує Марія Пахоменко» (Приглашает Мария Пахоменко).
З 1964 до 2000-х років записи виступу М. Пахоменко видані мільйонними тиражами на гнучких грамплатівках, грамплатівках-міньйон, дисках-гігантах і компакт-дисках.
У 1971 році першою з радянських естрадних співачок удостоєна Гран-прі на міжнародному конкурсі «Золотий Орфей» у Болгарії.
Принесла на естраду свій стиль виконання — народний характер співу з естрадним артистизмом.
Багато провідних радянськіх композиторів і поетів довіряли співачці перше виконання своїх творів:
- «Ненаглядный мой» (О. Пахмутова — Р. Казакова)
- «Мужчины» (Е. Колмановський — В. Солоухін)
- «Разговоры» (Е. Ханок — Г. Серебряков)
- «Вальс при свечах» (О. Фельцман — А. Вознесенський)
- «Подсолнухи» (В. Кулаков — Е Кузнєцов.) та ін.

Співачка померла 8 березня 2013 на 76-му році життя, пробувши менше доби у відділенні реанімації та інтенсивної терапії Санкт-Петербурзької міської лікарні № 2 з діагнозом «пневмонія».

## Сім'я
Сім'я проживала в Петербурзі на набережній Чорної річки.
- Чоловік — композитор Олександр Колкер.
- Дочка — Наталя Пахоменко, режисер і сценарист.
- Онука — Марія Пахоменко-молодша.

## Дискографія
Перші записи співачки були видані в 1964 році на гнучких грамплатівках в журналі «Кругозор». Перша грамплатівка-міньйон М. Пахоменко — «Пісні Олександра Колкера» — випущена в 1966 році.
У 1968 році було продано більше двох з половиною мільйонів грамплатівок Марії Пахоменко, що відзначено «Нефритовою платівкою» — престижної міжнародної премією, вручається в Каннах.
Перший диск-гігант з популярними піснями у виконанні М. Пахоменко був випущений фірмою грамзапису «Мелодія» в 1970 році. Пісня «Когда смеются львы» (І. Цвєтков — Я. Голяков) з цього альбому стала шлягером. «Мелодія» випускала грамплатівки співачки аж до 1984 року. Дискографія М. Пахоменко налічує понад 30 найменувань, у тому числі десять дисків-гігантів.
Компакт-диски з найкращими піснями співачки випущено в серії «Имена на все времена» (2002) та в серії «Золотая мелодия» (компакт-диск «Любовь останется», 2005).

## Фільмографія
Ролі в кіно:
- 1975: Любов залишиться / Любовь останется (фільм-спектакль) — виконання пісень, головна роль
- 1972: Москва в нотах (телефільм-концерт) — пісня «Стоять дівчатка»
- 1970: Вирує «Маргарита» / Бушует «Маргарита» — виконання пісні
- 1968: Місто і пісня / Город и песня — співачка
- 1968: Адреса пісень — молодість / Адрес песен — молодость (короткометражний) — виконання пісень, головна роль

Виконання пісень:
- 1976: Солодка жінка / Сладкая женщина — вступна пісня «Над рекою печальная звёздочка повисла» (вірші Гліба Горбовского)
- 1976: Спростування / Опровержение — пісня «Тихие города» (Ю. Саульського — І. Шаферан)
- 1973: Розумні речі / Умные вещи — пісня «Яблочко румяное»
- 1972: Пісня про добру людину / Песня о добром человеке (документальний)
- 1968: Місто і пісня / Город и песня (фільм-концерт)
- 1968: У день весілля / В день свадьбы
- 1967: Особисте життя Кузяєва Валентина / Личная жизнь Кузяева Валентина — пісня «Это не секрет» (О. Колкер — К. Рижов) з ансамблем «Співаючі гітари»
- 1965: Іду на грозу / Иду на грозу — пісня «Задира-Ветер»

Архівні кадри:
- 2009: Синє море... білий пароплав... Валерія Гавриліна / Синее море… белый пароход… Валерия Гаврилина (документальний)

## Нагороди та визнання
- 1-е місце на конкурсі, проведеному радіостанцією «Юність» (1964), — за виконання пісні «Опять плывут куда-то корабли»
- 1-е місце (приз «Нефритова платівка») на міжнародному конкурсі грамзаписів MIDEM в Каннах (1968)
- Гран-прі на міжнародному конкурсі «Золотий Орфей» (Болгарія, 1971) — за пісню «Чудо-кони» (О. Колкер — К. Рижов)
- Заслужена артистка РРФСР (1976)
- Народна артистка Росії (1998)